# 托廷顿
托廷頓（英語：Tottington）是在伯里和藍斯波頓之间的一个小镇。 自1974年以来，它成為英国伯里都市自治市的一部分。